# メイス

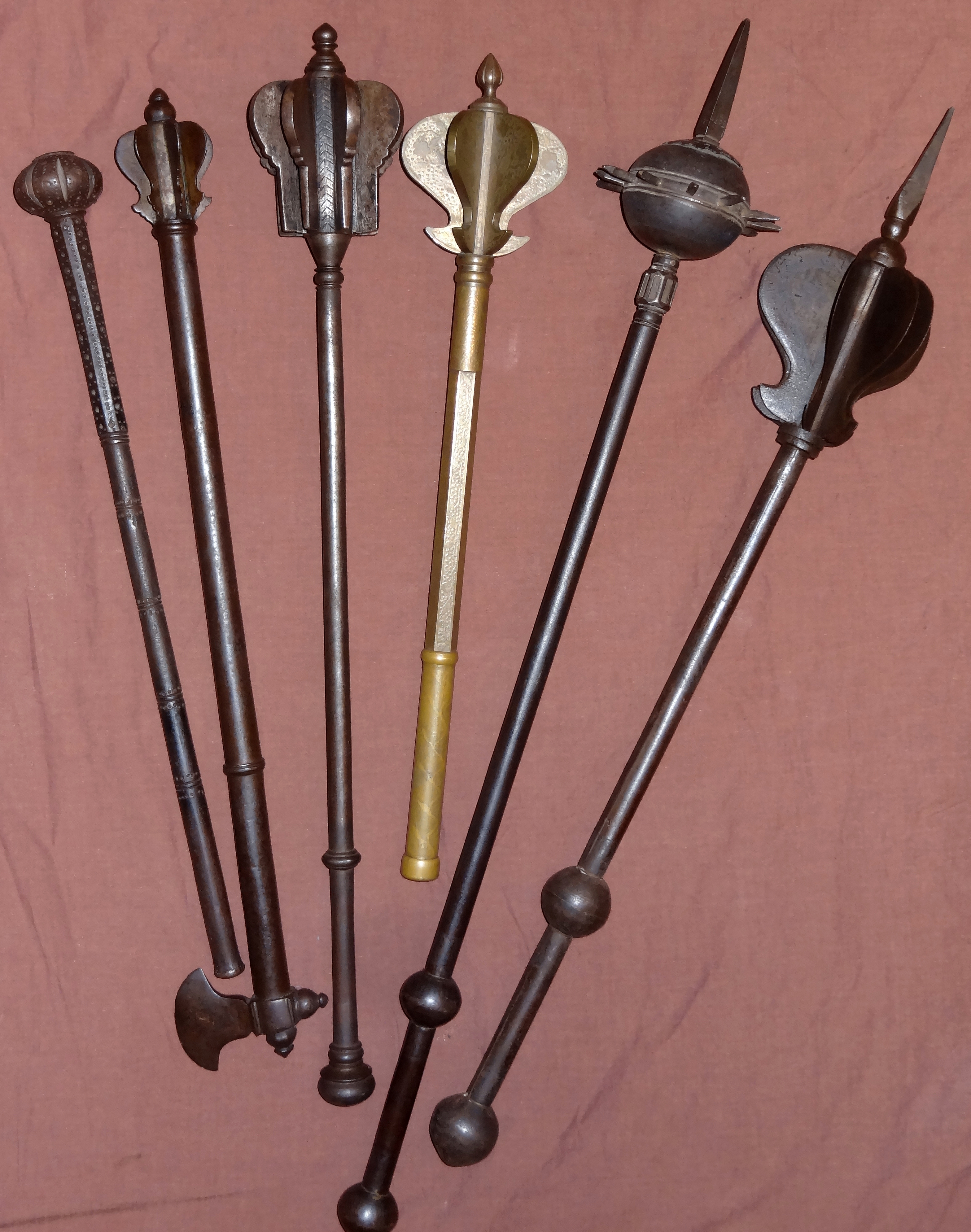
出縁形メイス（インド・ペルシア）

メイス（英: mace）は、殴打用の武器。打撃部分の頭部と柄を組み合わせた合成棍棒の一種である。日本語では鎚矛、槌矛（）、あるいは戦棍（）とも訳される。

## 概要
メイスは、棍棒から発達した武器で重量のある頭部と柄の二つの部位からなり、複数の部品を組み合わせて構成される合成棍棒の一種である。棍棒と同様に殴打用の武器で、柄の先に重い頭部を有することにより単体棍棒より高い打撃力を生みだす事ができる。
メイスは通常、金属製の頭部と木製の柄からなるが石や骨、木のような自然物製の頭部をもつものや全金属製のものも作られている。特に金属製の頭部を持つメイスの打撃は強固なプレートアーマーに対し刃物類よりも有効で、出縁やスパイク、突起により衝撃点を集中し厚いプレートアーマーをへこませたり貫通したりすることができた。そのため、プレートアーマーによる重武装化が進むと幅広く使用された。歩兵や騎兵が使用するメイスは通常60センチメートルから90センチメートル程度だが、騎兵に対してはより長い物が使用された。特に歩兵が使う両手用のメイスには柄の長さが1メートルを越える種類もあった。メイスは金属製殴打武器の代表的な存在であり、フレイルやウォーハンマーなどを含む合成棍棒の総称として広義の意味で使われる場合がある。
中世ヨーロッパにおいて戦争に参戦した聖職者は「血を流すことを禁じる」という戒律のため刀剣を扱うことを許されなかったため、血を流さないメイス（鈍器）を用いたとされる。
しかし、この戒律は聖職者の戦争行為への積極的な参加を禁じることで聖職がおろそかになることを防ぎ、政治謀略に巻き込まれないためのものであり、実際の聖職者たちは剣や槍など騎士とそう変わらない武器を用いた。
棍棒が暴力の象徴から権威の象徴となっていったように、メイスもまた権力の象徴として祭礼用の権杖や職杖を生んでいる。
剣などとは違い、斧やメイスはトップヘビーな武器で反応などは遅くなるが、それでも十分なスピードと機動力を持っていた。
また、打撃武器は剣や槍などの刃物より、鎧を着た敵には破壊力を発揮した。
ほとんどのメイスはかなり短かったが、恐るべき威力を持った武器だった。
頭部はメイスの心臓部であり様々な形状をしている。下記では特に有名な物を記載する。
- 球型頭部はメイスの基本の形と言え、サイズや形も多様である。円盤型や紡錘型をした亜種も存在する。特に巨大な球形頭部をもつメイスは球を空洞にし軽量化を図る事が多い。
  - 球型頭部に瘤やスパイクを放射状に取り付けたメイスは特に星型、モーニングスターと分類される場合もある。
- たまねぎ型、あるいは洋梨型とよばれるメイスは、放射状に房が配置された形状をしている。原型はトルコだが主にハンガリーで使われた。
- 出縁型頭部は、出縁（フランジ）をもった同形の金属片を放射状に組み合わせたもので、横から見ると菱形や方形をしている。軽量化と、衝撃の集中の両方を狙ったメイスで、特に中世イタリアやドイツで生み出された物が有名である。
- 円柱型は、柄の先にさらに太い円柱状の頭部を備えたメイスで、大型のスパイクで補強されている。

## 歴史

### 古代
紀元前1万2000年頃に木や石や土器で頭部を作ったメイスが誕生しており、世界中で使用されている。しかし、自然物を素材としたメイスは、それほど重い頭部をもちえず、特に強力な武器とは言えなかった。革の鎧が使われるようになると、有効な打撃があたえられず武器の本流からは外れていった。
紀元前3000年頃メソポタミアでは自然物や青銅製のメイスが一般的な武器として用いられ、様々な形状や組み合わせが開発されている。武器の中心は軍の中核を成す戦車戦に向いた剣や刀、槍、弓に移っていくが、防具の重装化が早かったこともあり、メイス1ペルシア地方では親しまれる武器となっていった。
モンゴル高原からキプチャク草原にかけてのステップ地域ではサカやスキタイ、トルコ・モンゴル系の騎乗兵がメイスやウォーハンマー、ウォーピックを用いていた。
中国における錘（メイス）の歴史は古く、「史記」や「漢書」にも記載が存在し、唐代の史書にも記載がある。
錘は中国から北方や西方の遊牧民にも広まり、彼らにも好んで使用された。もっとも、多用されたのは宋代から元代、明代、清代にかけてである。
古代ギリシアやローマでは斧や棍棒のような殴打武器を蛮族が持つ武器と見なす風潮があった事に加え、軍の中心となる歩兵の密集陣形ではメイスは使いにくいこともあり、使用されることはあまり無かった。ただその後の東ローマ帝国の重装騎兵カタフラクトは予備武器に剣とメイスを装備していた。
インドでもガダーと呼ばれる頭部が丸く重い木製のメイスが使われていた。重量のバランスをとるため、両手で使われていた。
古代インドの戦士はアシヤシと呼ばれる刃の長さだけで140センチメートルを超える強力な両手剣を槍や盾と共に使用していたが、時に金属の輪をはめ込んだ棍棒を携帯することもあった。
日本において、槌を武器として使用した記録は、『日本書紀』景行紀12年条に、碩田国直入県（現大分県直入郡）の禰疑野に住む土蜘蛛を倒すために、椿の木で槌を造り、強兵に授け、次々と打ち破らせたと記述され、一面血だまりになったことから、当時の人は、椿の槌（武器）を作った所を「つばき市（ち＝血）」と呼んだと地名由来も記されている。
また、中国から輸入した長柄の戈を短い柄の武器にして盾と併用した。
ヨーロッパで鎖帷子の人気が低下してからも、イスラムの軍隊では鎖帷子が主な防具として使われていた。彼等は急所部分の鎖帷子を小さな板金で補強する事で、ヨーロッパ騎士よりも軽い防具の防御力を高めていた。

### 中世
中世ヨーロッパで、重装化が進むにつて打撃力の高いメイスは戦場での重要度を増していった。
中近東では紀元前2千年紀から用いられ、イスラム世界でもメイスは一般的な武器で、マムルークなどが、刀、弓、メイスを好んで使用した。
東ヨーロッパの東ローマやロシア、ハンガリーでもメイスはよく用いられた。

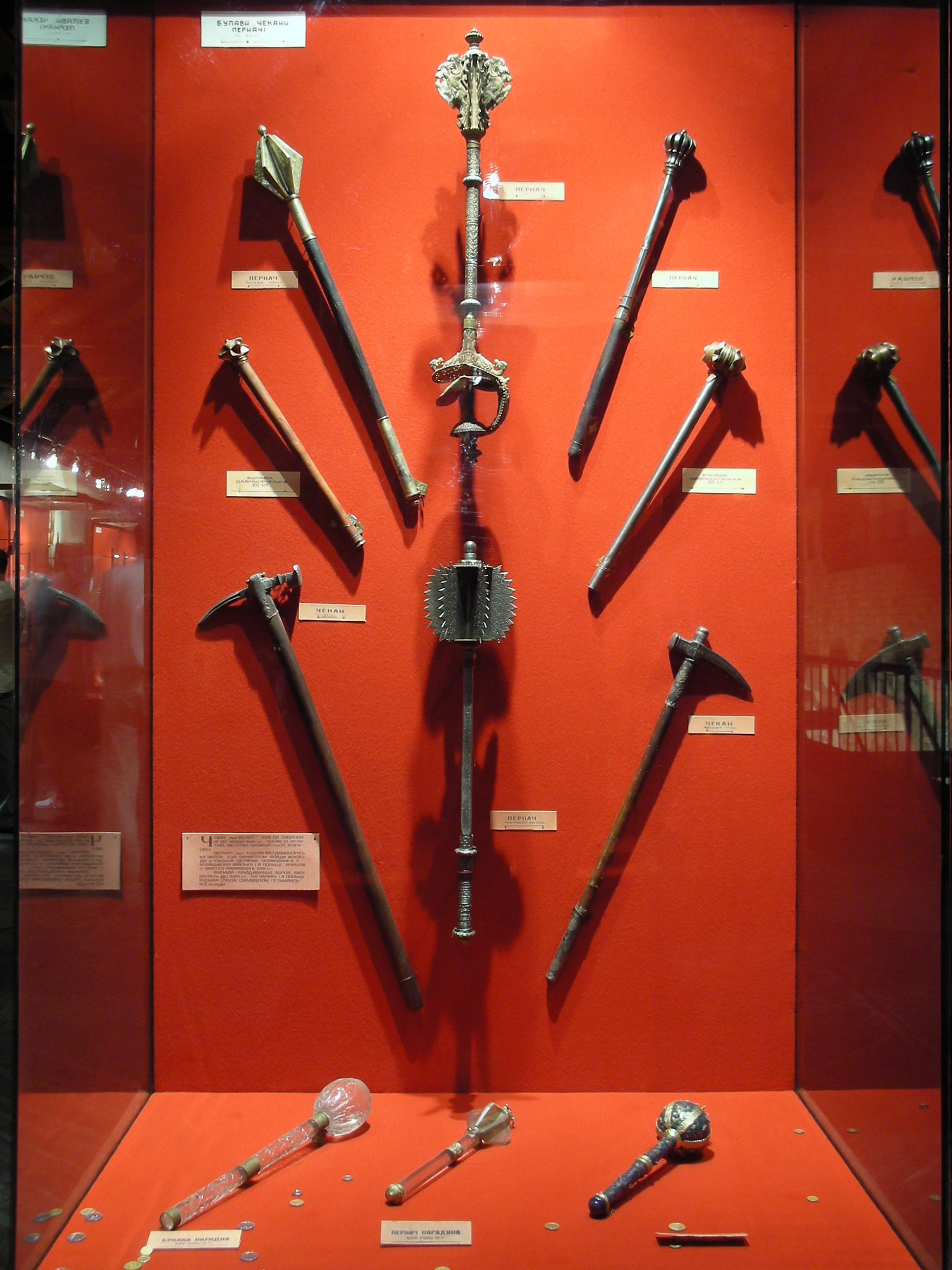
リヴィウ（ウクライナ）造兵廠博物館の東ヨーロッパ式メイス収蔵品。

北アジアの草原地域では、前3世紀に興った匈奴国や4世紀に猛威を振るったフン、7世紀に興った突厥国、13世紀に興ったモンゴル国などの重装騎兵が出縁型メイスで武装していた。
西ヨーロッパでは、11世紀から始まった十字軍においてイスラム世界に侵攻した際、その有効性を身を以て体験した。十字軍の騎兵は槍や剣や斧の他にメイスも使った。時代と共に西ヨーロッパでも機能的なメイスが製造可能になり、14世紀にはイタリア、ドイツ地方でメイスは発達を見せ、出縁の物や、モルゲンシュテルンのような星型頭部のメイスが生み出されて、西ヨーロッパ各地へ広まり一般的な武器として使われるようになっていった。
中世中頃までのメイスは木製の柄に青銅製または鉄製の頭部をキャップのようにつけたもので、非常に軽量で単純な構造をしていたが、15世紀にはフランジド・メイスと呼ばれる金属板を複数枚、放射状に溶接した頭部を持つ全金属製のメイスが主流となる。これらの武器で、馬上などの使用を考慮したものは片手でも扱える程度の重量と長さに抑えられている。
たいていの騎士は、徒歩の場合はベルトに挿すか、騎馬の場合には鞍の前輪からぶらさげていた。
騎士たちは時代にもよるが、槍（ランス）、盾と片手剣の他に、鞍の前輪からメイスまたは斧、さらには両手剣かロングソード（片手半剣）をぶらさげているのが一般的な装備だった。
東欧やイスラム諸国においてもメイスは人気の武器であった。イスラムの重装騎兵は長柄のメイスを使い、軽装騎兵も弓や槍、刀剣と共にメイスを使った。
10世紀以降の中世ヨーロッパにおいてメイスは鎧の発達や剣が高価であるといった理由から騎士や兵士たちに剣よりも好まれる武器となっていた。
騎士や騎兵は剣も好んで用いたが、斧やメイスなどの打撃武器の方が効果的な武器となっていた。特に板金鎧が発達していった13世紀以降に広く使われた。
メイスは殴るだけでなく、投げつけても恐ろしい威力を発揮した。
戦斧、ウォーハンマーやウォーピック、フレイルやモーニングスターといった、その他の打撃武器も騎士や兵士たちに剣よりも好まれていた。
両手用のメイスは、頭部に棘や出縁がついているかどうかにかかわらず、モールと呼ばれることがあった。この武器の威力はすさまじく、かなり容易に騎士を殴り倒すことが出来たが、効果的に使うにはかなりゆったりとした隊形を組むことが必要とされた。
しかし、鎖帷子の上にコートオブプレートを着込んだスタイル、およびプレートアーマーの重装備には斬撃だけではなく、打撃もほぼ通用せず、刺突が有効だとする説もある。
東アジア地域では、中国の春秋・戦国時代にメイスに相当する錘、モーニングスターに相当する「シュ」、フレイルに相当する多節棍が開発されている。それ以外でも、唐の頃には鞭、宋の頃には多節鞭（en:Chain whip）など独自の発達を遂げている。最も、打撃武器が多用されたのは宋代から元代、明代、清代にかけてのことである。
日本では南北朝時代に鉞、棒や金砕棒、ツルハシや長柄の戈といった打撃武器が比較的よく使用された。

### 近世、近代、現代

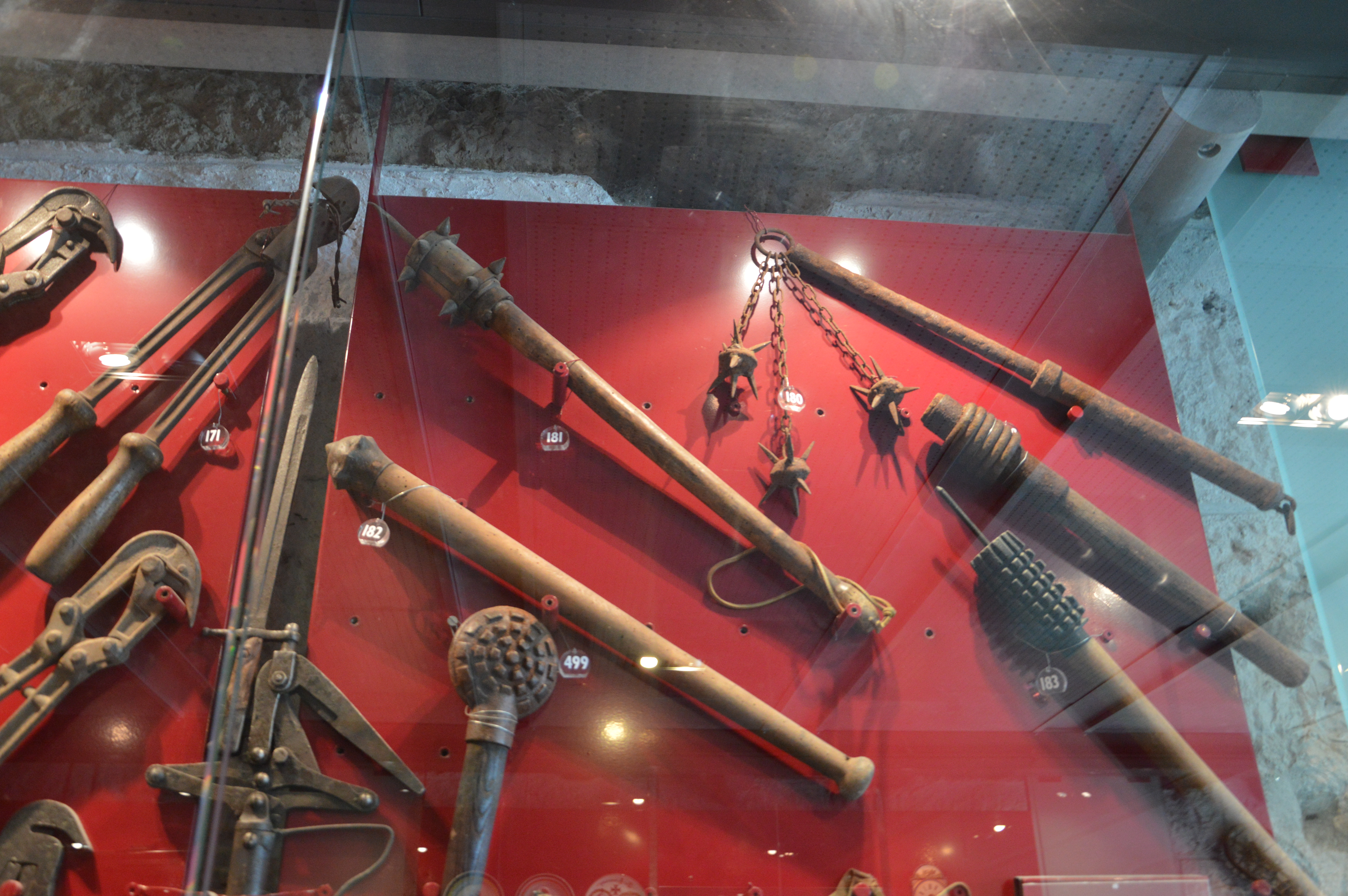
第一次世界大戦のアルプス戦線で使用された塹壕襲撃棒とワイヤーカッター

近世ヨーロッパでパイク兵が戦場を支配していた頃はパイク兵が接近戦用のサブウェポンとして刀剣、メイス、短剣を装備していた。近世ヨーロッパにおいては火器の発達により全身鎧が廃れていったため、刀剣の方が好まれる傾向にあった（16世紀初めの歩兵にとって主な脅威は火縄銃ではなく、矛や刀剣類だった。18世紀になっても騎兵用の刀剣は騎兵の攻撃・防御にもっとも有効な武器だった）。
制式な兵器としては消えたといっても殴るだけという単純さからメイス状の即席武器がしばしば使用される。たとえば第一次世界大戦の塹壕戦で広く使用されていた塹壕襲撃棒、もしくは正式な量産品としては第二次世界大戦前後の日本、外地の日本人居留地の警備等で用いられた甲型打撃棒、乙型打撃棒が挙げられる。戦争用の武器という範疇を外れれば警棒として警察や警備員が幅広く持っている。また、儀礼用の職杖は未だ多くの国々で使用されている。

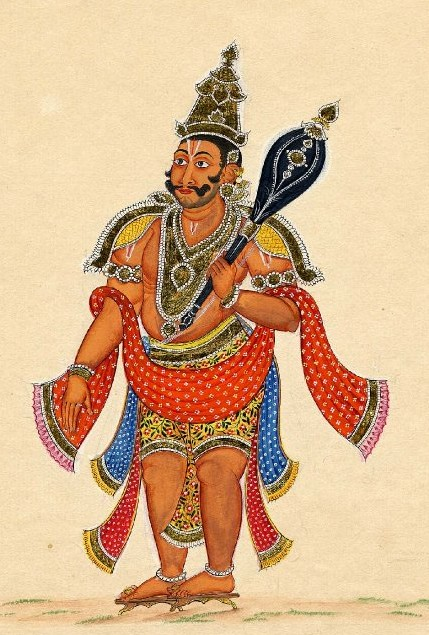
メイスを持つインドの英雄ビーマの壁画
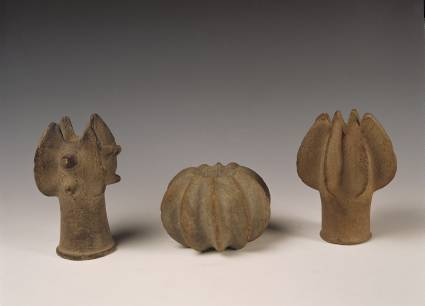
モチェ文化の石メイス。 ラルコ博物館コレクション (リマ・ペルー)
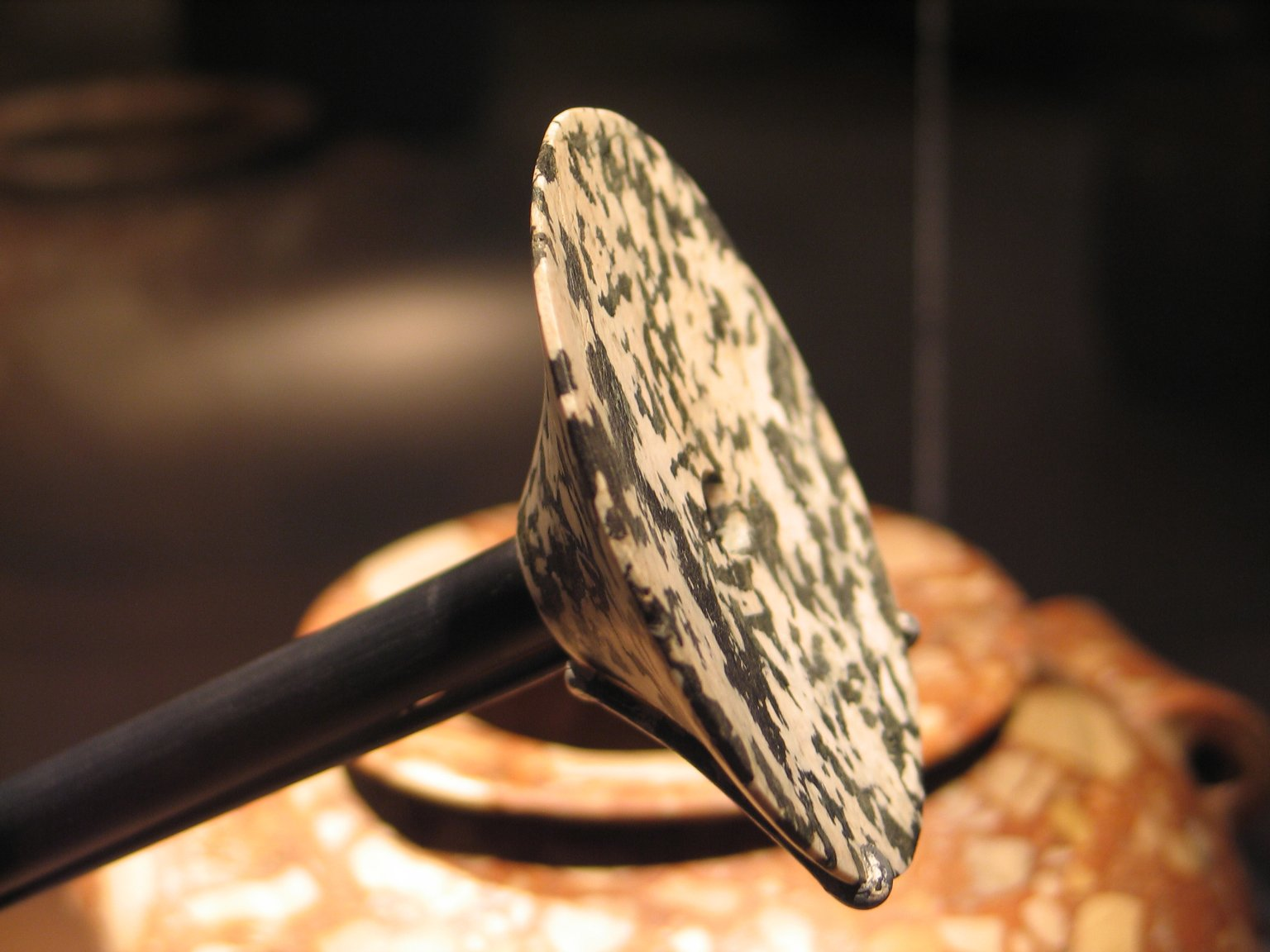
円盤状の石メイス、エジプト、ナカダ文化
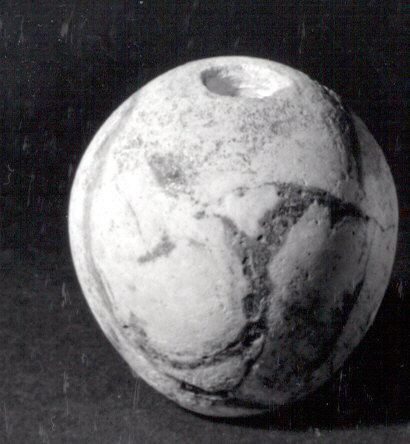
方解石のメイスの頭部、紀元前7000～6000年、シリア
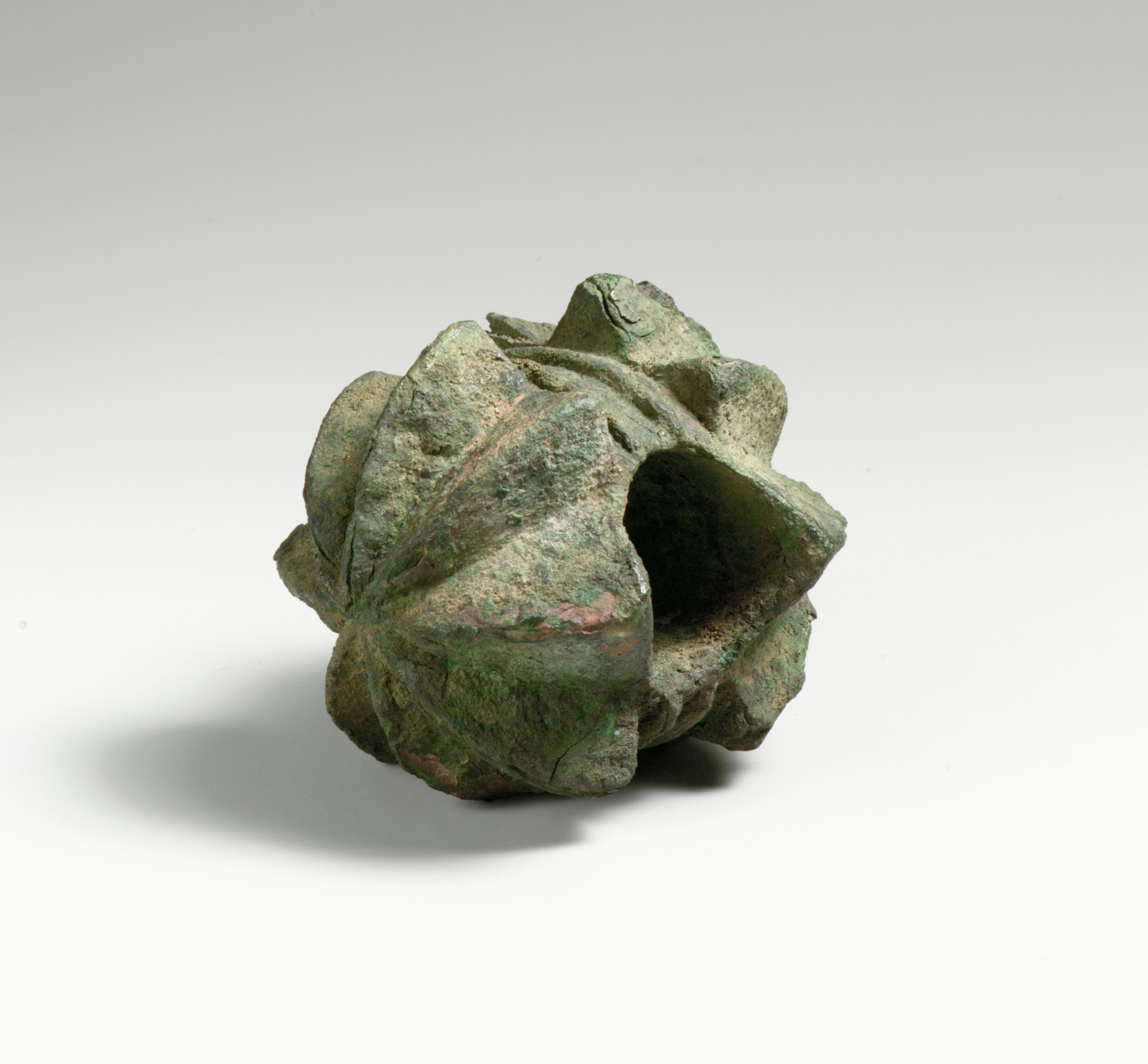
青銅製のメイス頭部
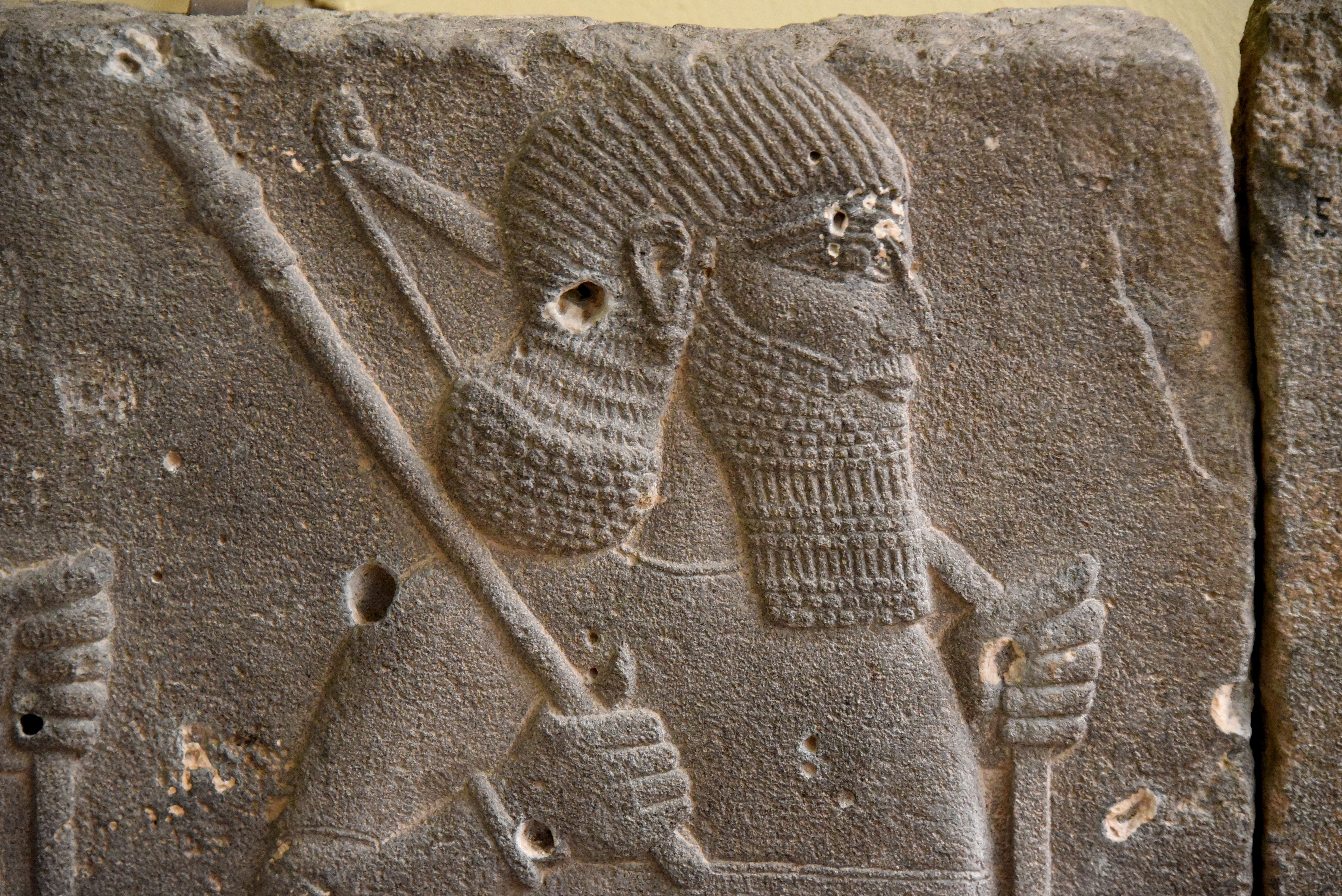
メイスと弓を持ったアッシリアの兵士。シリアのハダトゥにあるティグラト・ピレセル3世の宮殿の玄武岩レリーフ。西暦前744～727年。古代オリエント博物館、イスタンブール
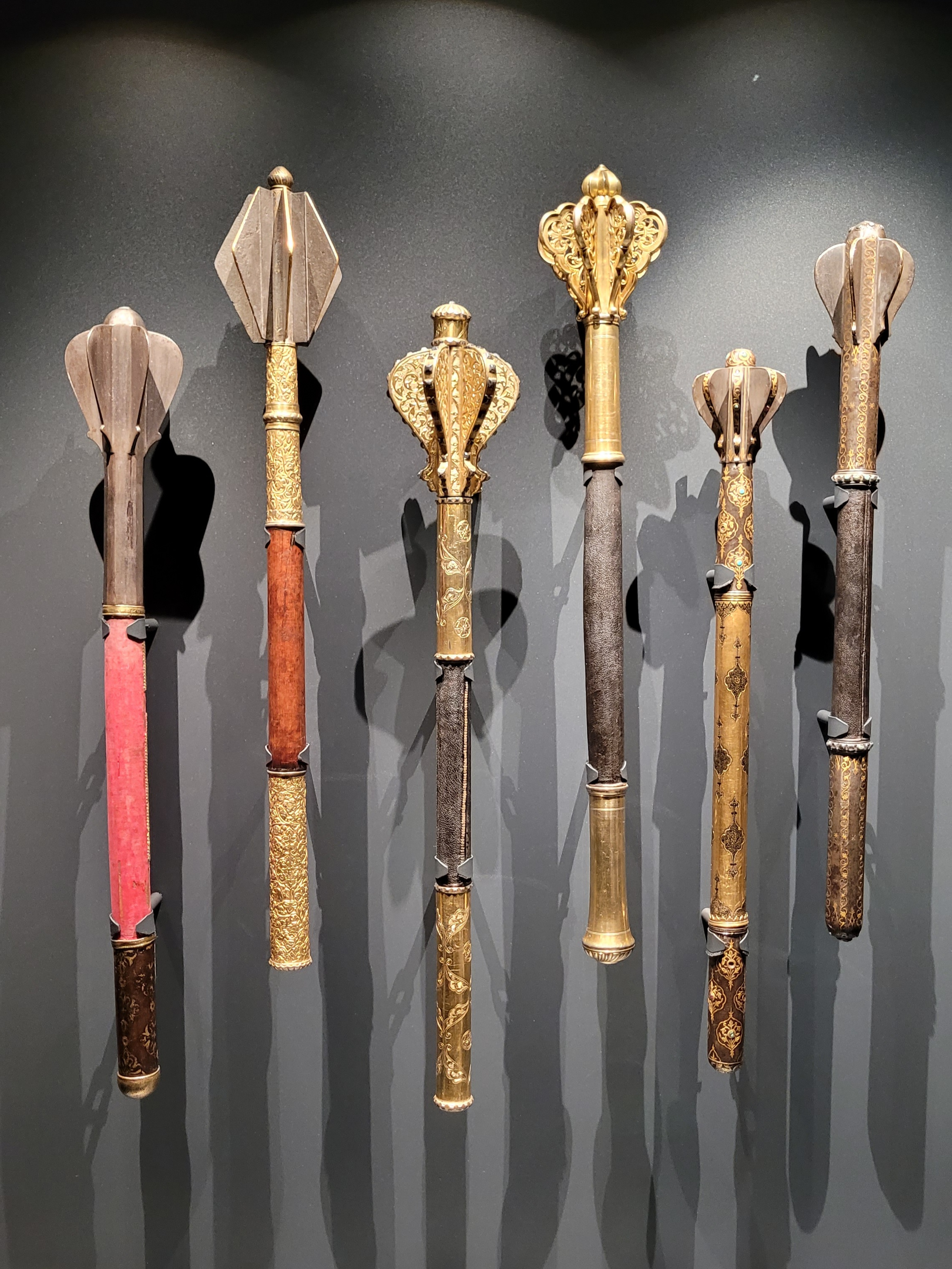
中世欧州のメイス
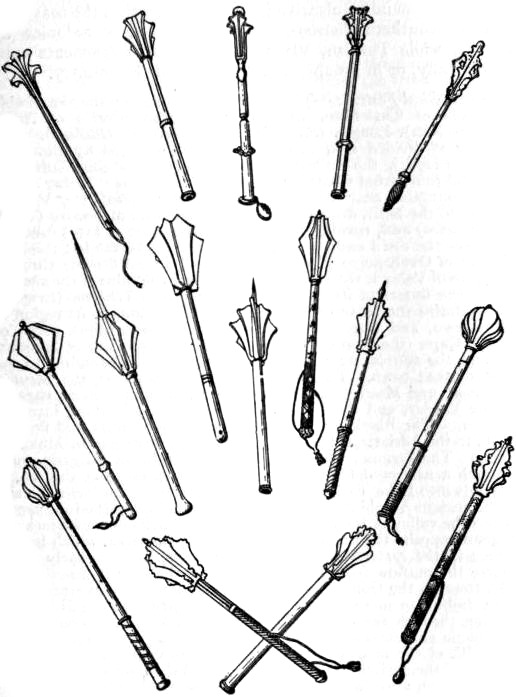
15-16世紀の欧州メイス
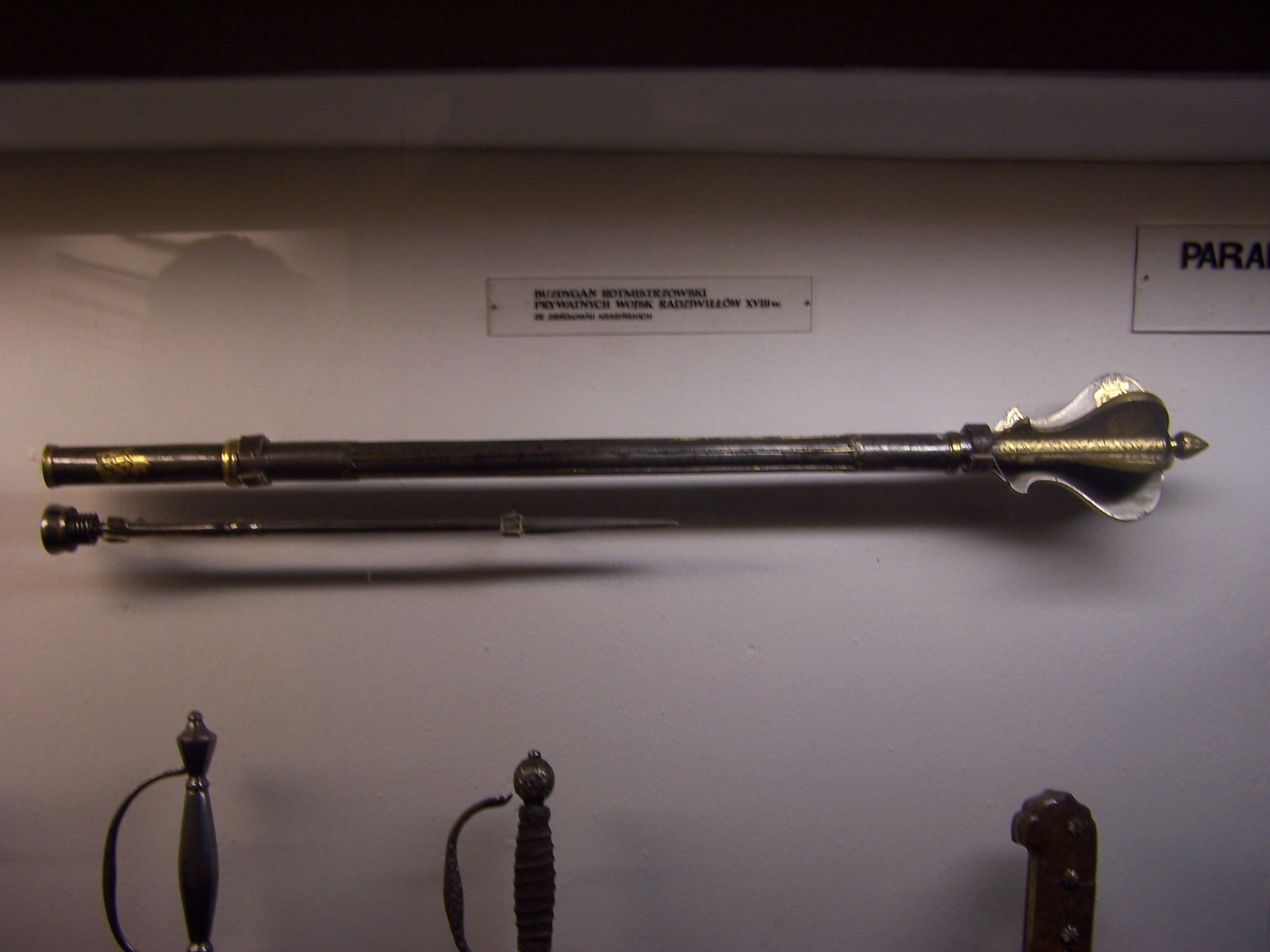
ラジヴィウ家の私設軍隊のロトミストルズ（英語版）が使用したシェストピオル型のメイス（直訳すると6枚の羽根）。
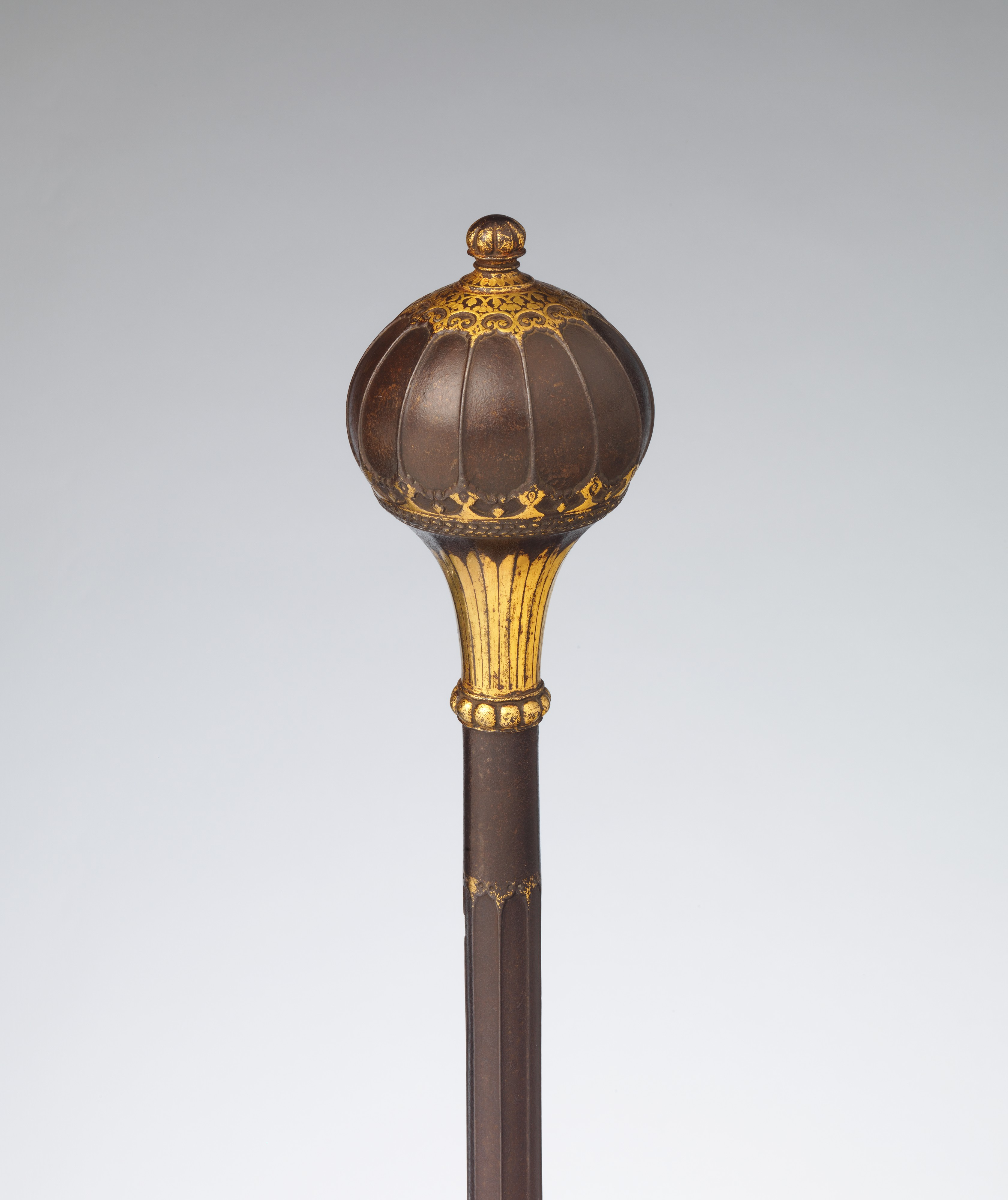
球形のメイス
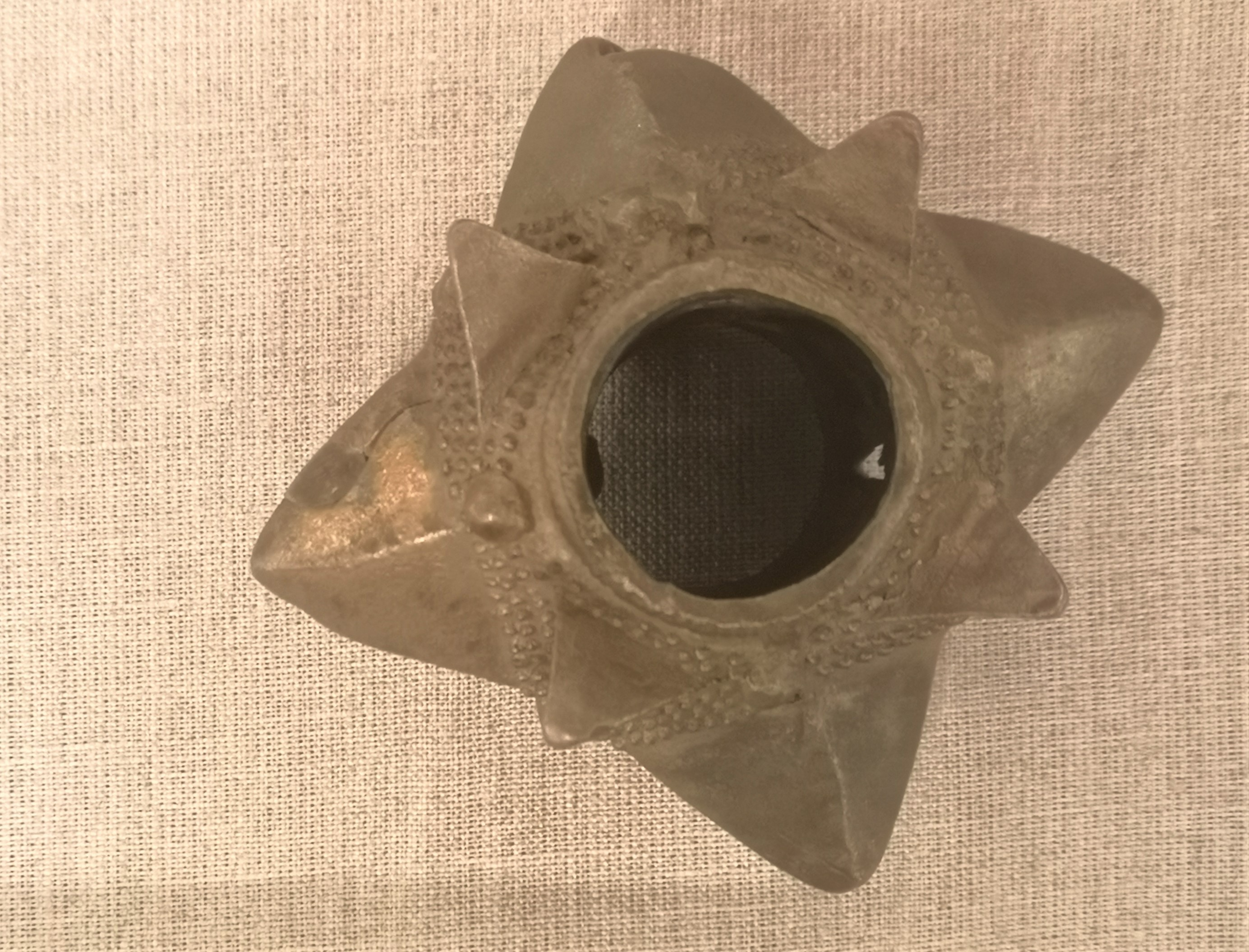
メイスの柄との結合部、12～13世紀、ハールィチ公国、プシェムィシル
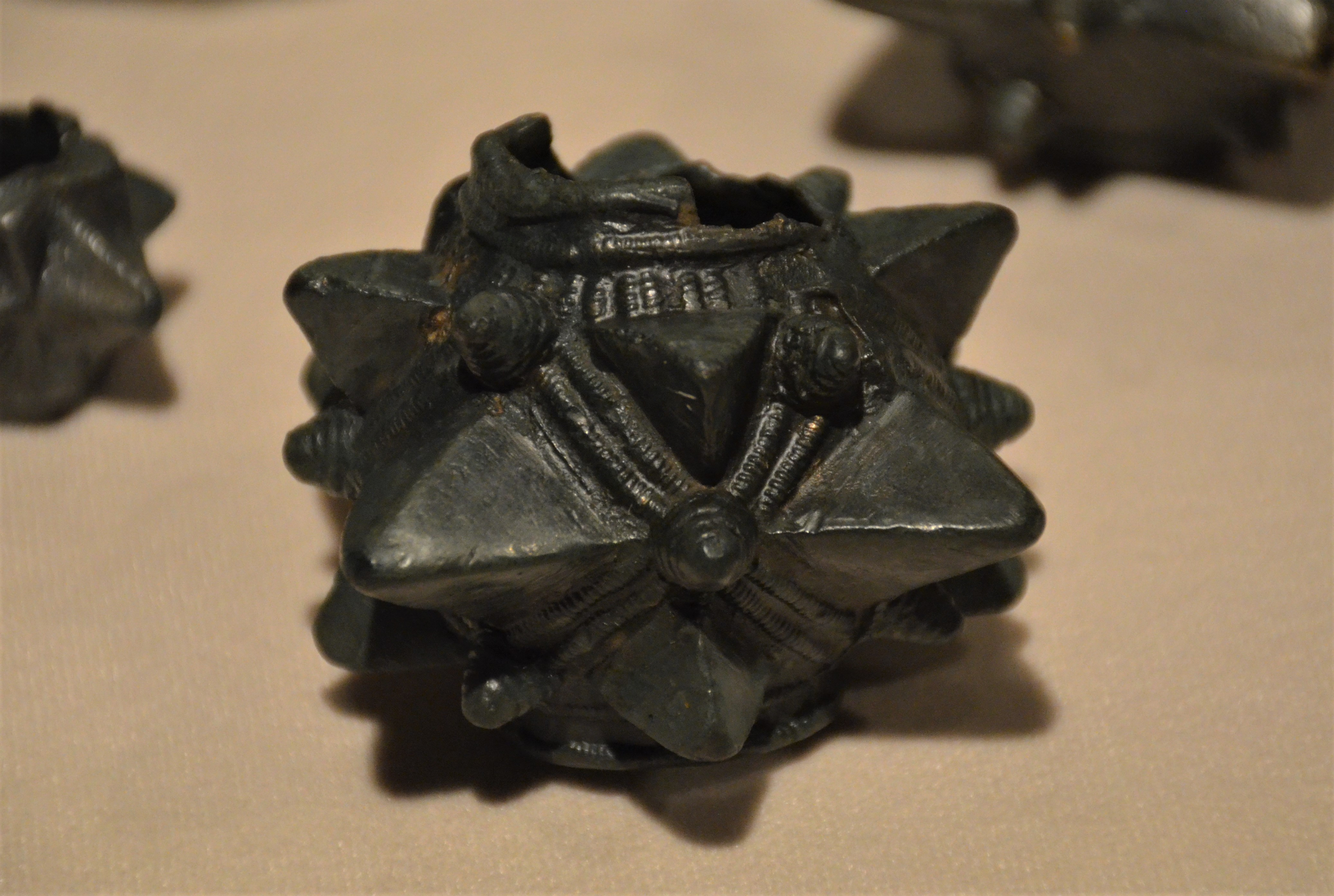
星型メイス
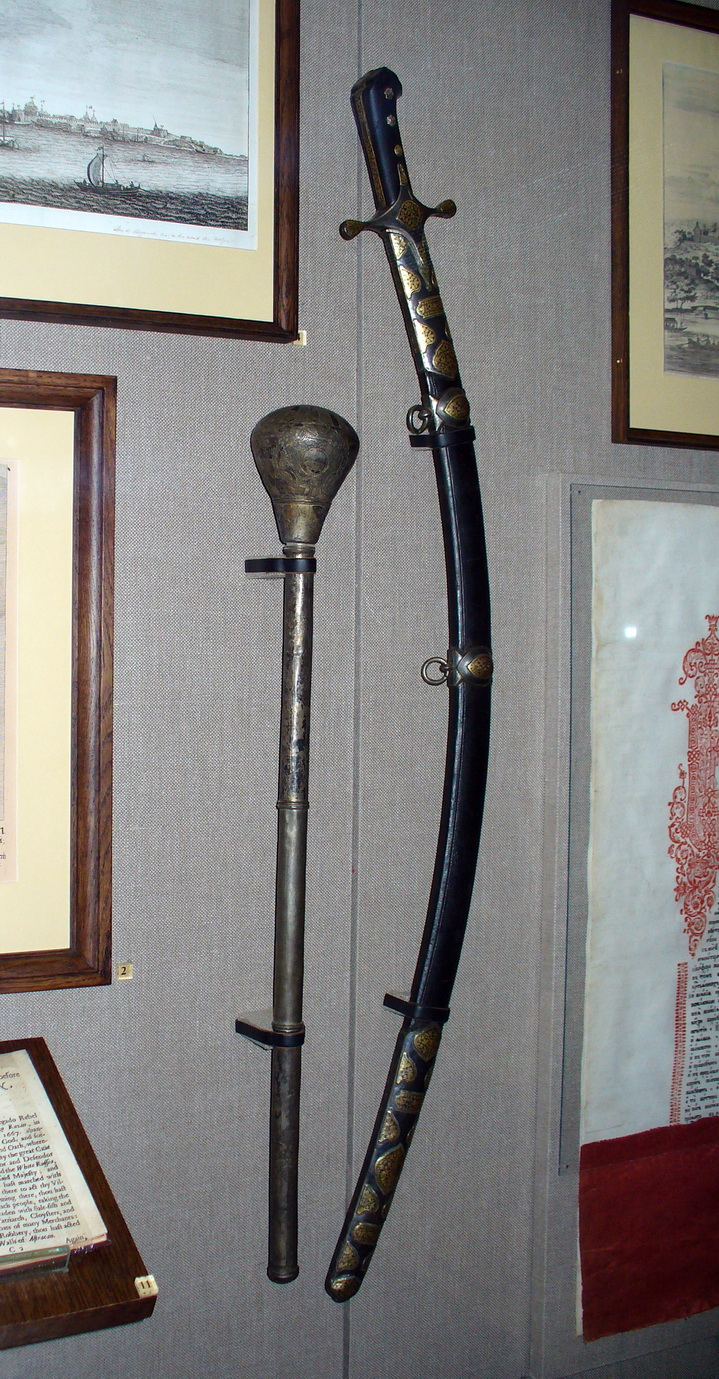
17世紀のメイスとサーベル
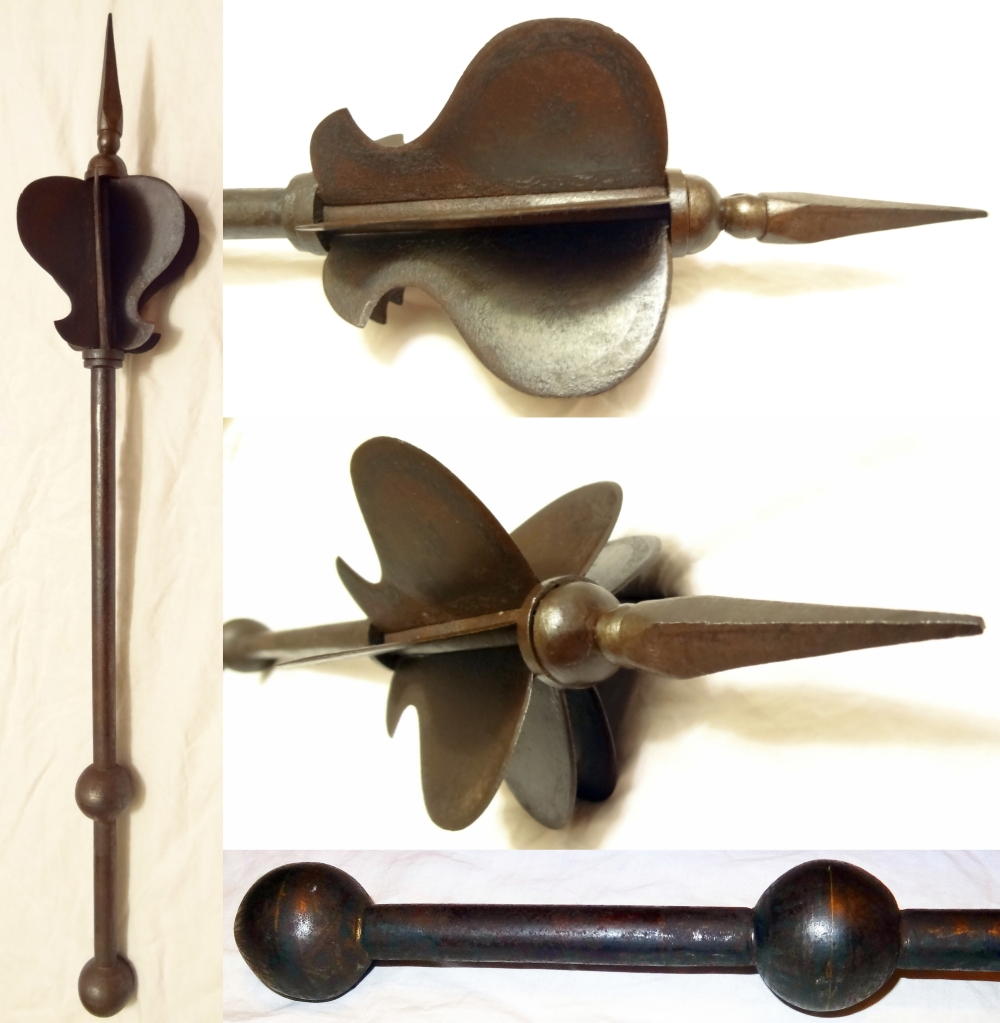
インドのシシュパル (フランジ付きメイス)、全鋼製、8つのナイフエッジ、ヒンジ付きフランジ付き、18～19世紀、長さ660mm。
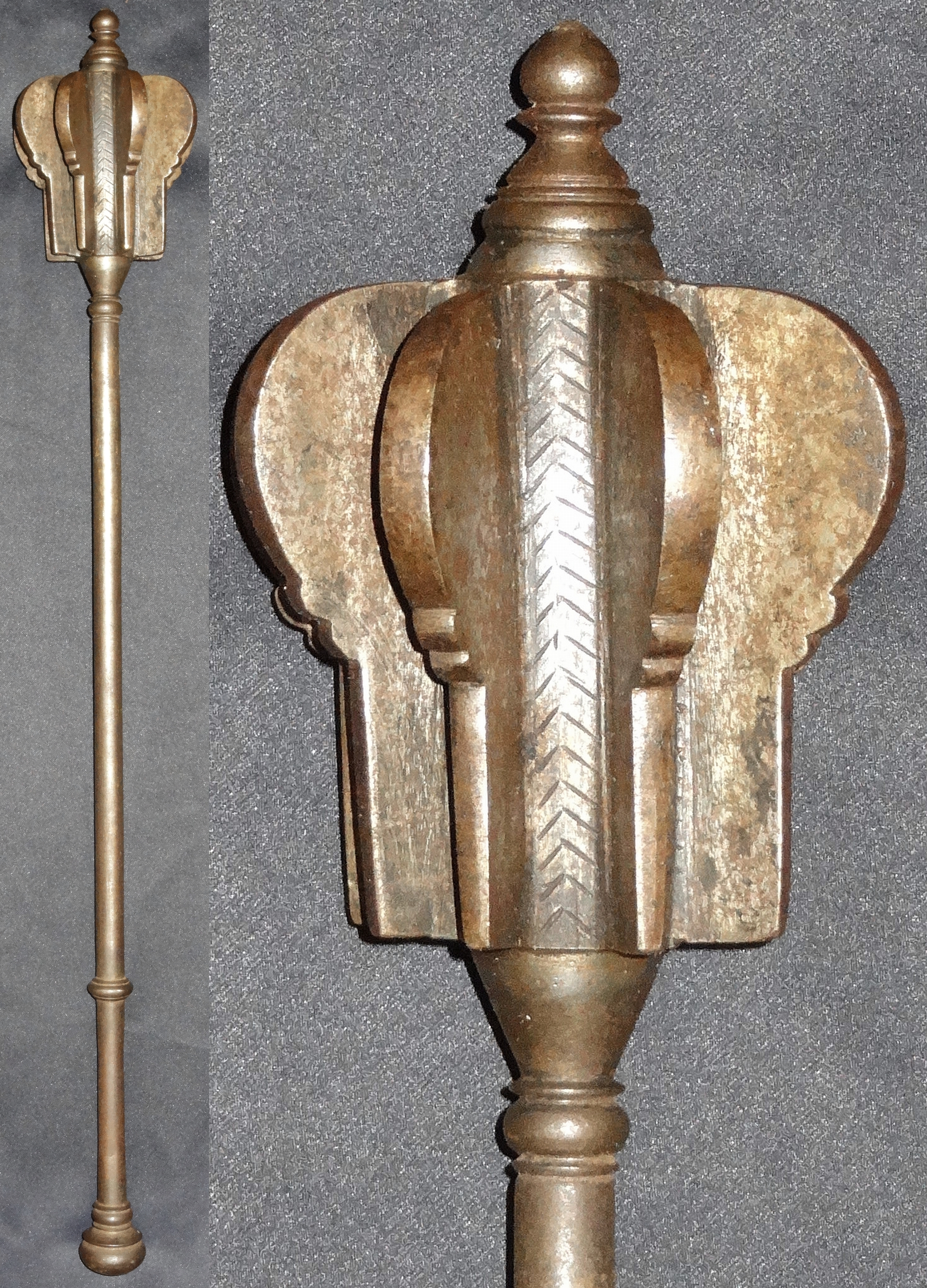
インドのシシュパル (フランジ付きメイス)、中実シャフトと8つのフランジ付きヘッドを備えたスチール製、610mm。
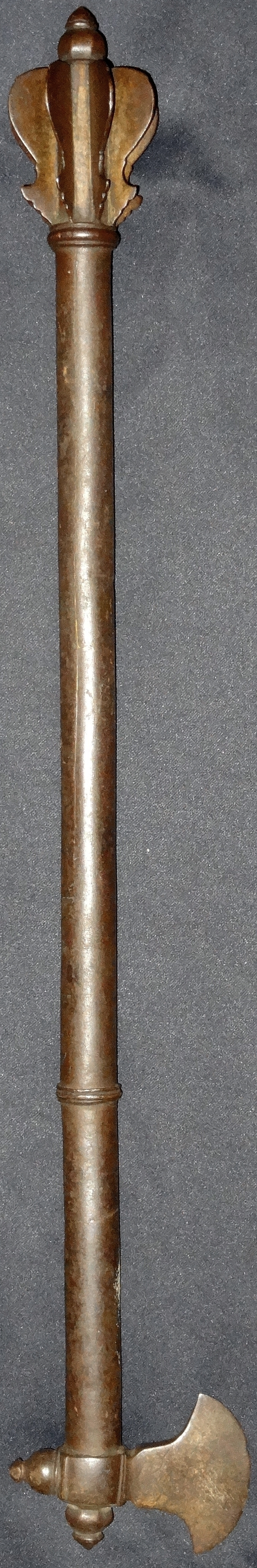
インド(デカン)のタバル・シシュパル、非常に珍しい斧(タバル)とシシュパルを組み合わせたフランジメイス、中空シャフトの鋼製、552mm、17～18世紀。
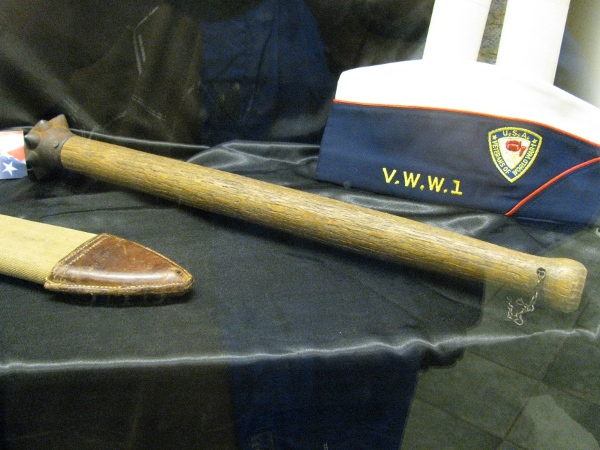
第一次世界大戦の塹壕襲撃棒

## 武術と運動器具としてのメイス

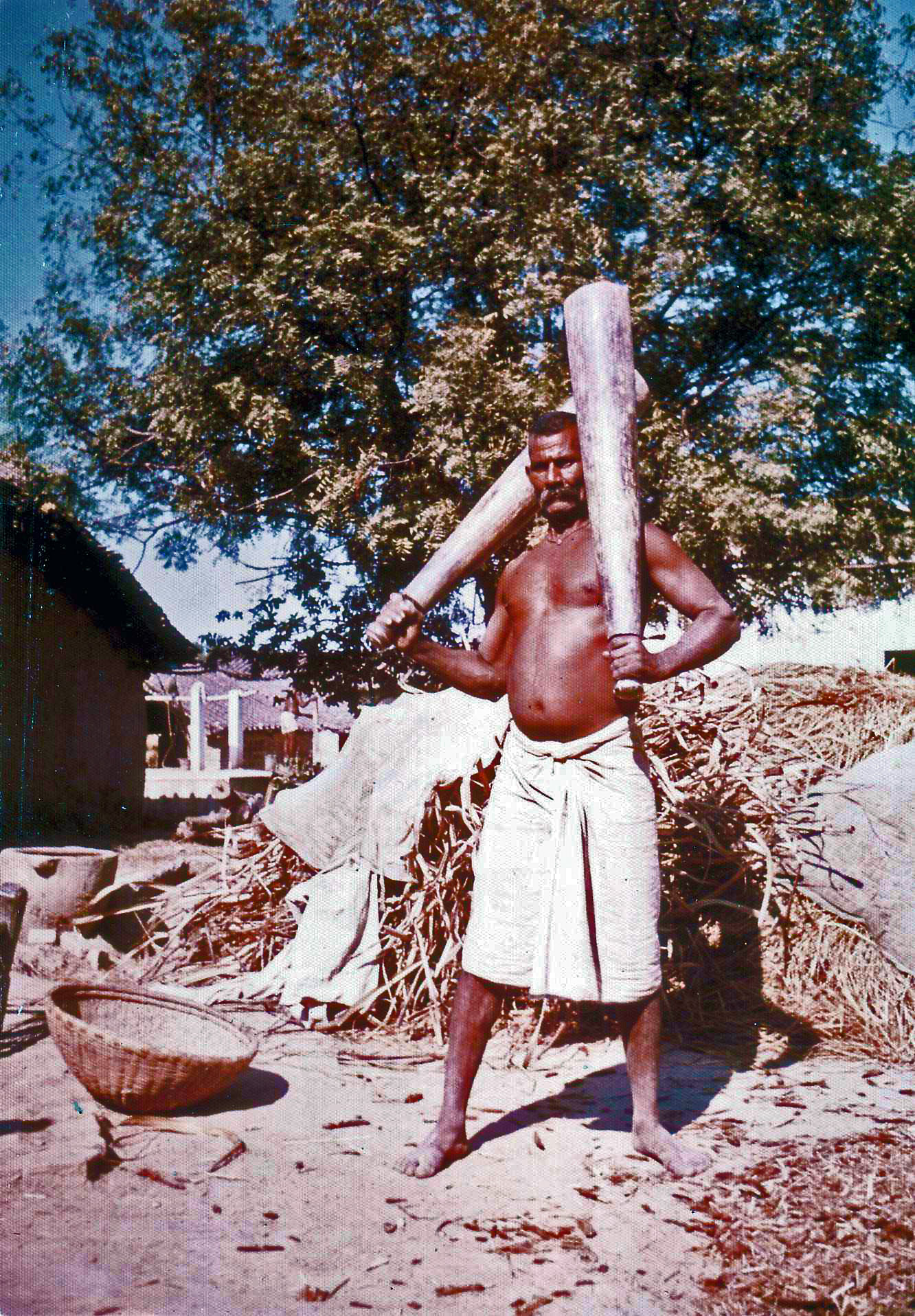
ガダーを持って訓練中のインドレスラー、1973年。

インド亜大陸の武器文化には、木または金属で作られたメイス、ガダー
(英語: Gada、サンスクリット語: गदा gadā、カンナダ語: ಗದೆ、テルグ語: గద、タミル語: கதை、マレー語: gedak、古タガログ語: Batuta )が存在する。神話によると、ガダーはヒンドゥー教の神ハヌマーンの主な武器である。力強さで知られるハヌマーンは、インド亜大陸や東南アジアのレスラーによって伝統的に崇拝されている。 
現代では、ガダーを使う武術はガダー・ユッダとして知られている。ガダーはヒンドゥー教の身体文化における伝統的なトレーニング器具の1つで、北インドのアカーラ(Akhara、武道と宗教的修道院)では一般的となっている。使用者の強さとスキルレベルに応じて、さまざまな重さと高さのメイスが使用される。トレーニング方法は、主に1つまたは2つの木製のガダーを背中の後ろでさまざまな方法で振ることで、握力と肩の持久力を鍛える。
ガダーはマレー世界のシラット武術の実践者にも採用されている。インドネシアでは、「ガダー」という言葉は、メイス、モーニングスター、フレイルなど、単純な棍棒ではない打撃武器を指す言葉として広く使われている。
このガダーを使用する鍛錬法は現代欧米の筋力トレーニング文化にも伝わており、広く運用されている。また、沖縄空手にも類似な鍛錬器具の鎚石(チーシー)が存在している。

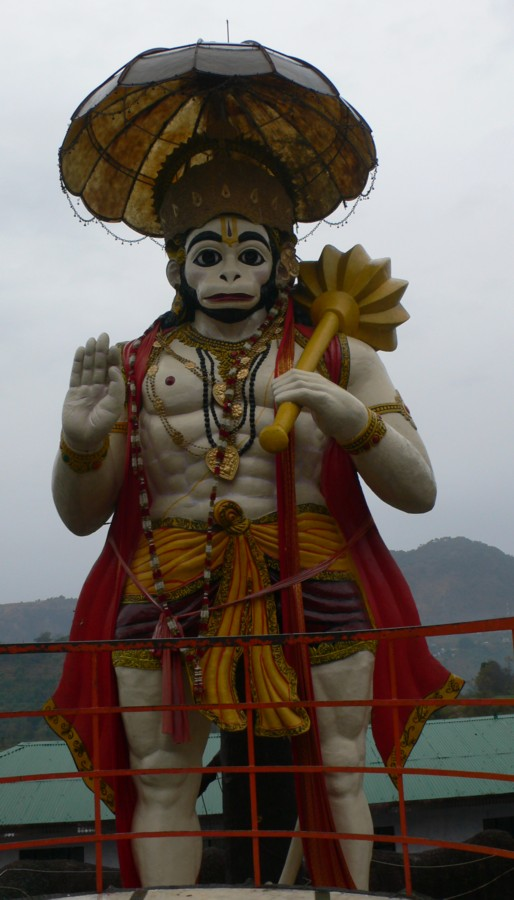
ガダーを持つハヌマーン神
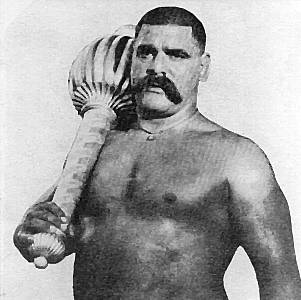
ガダーを持つ伝説のインド人レスラー、グレート・ガマ
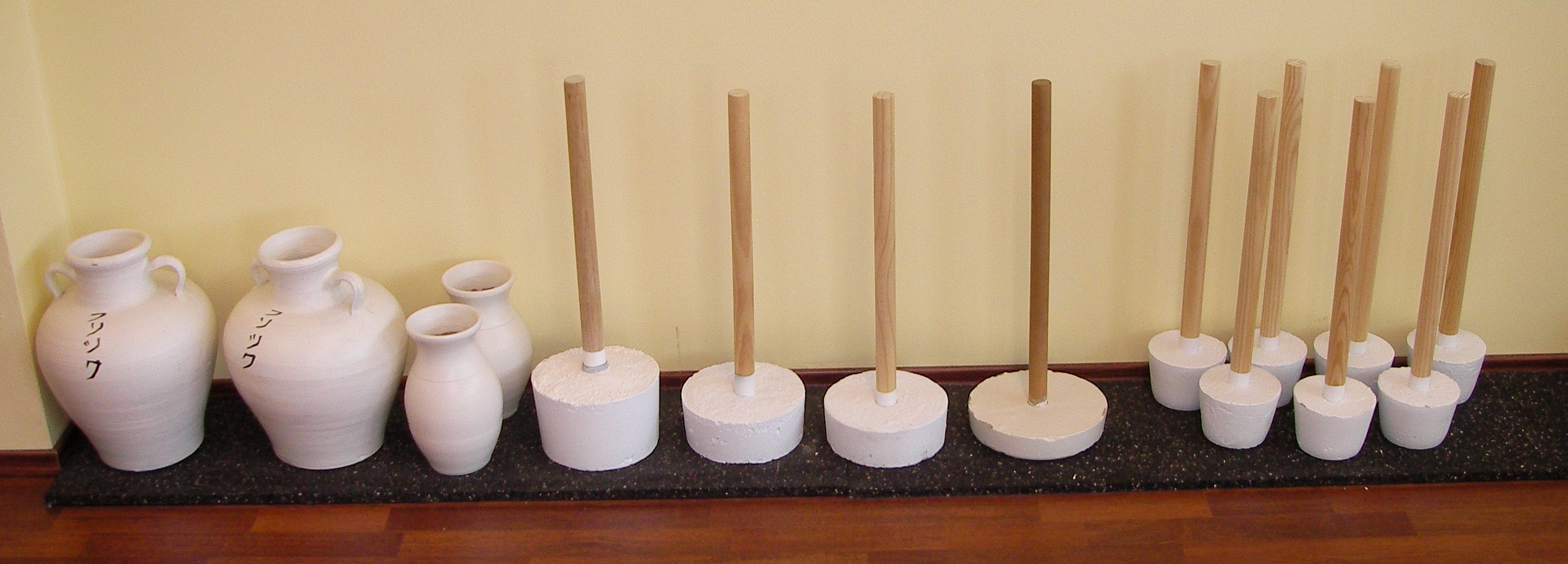
沖縄空手の鍛錬具、中央と右側の物は鎚石。

## 儀礼用職杖としてのメイス
儀式用メイスの起源は古代近東に遡る。石器時代後期から鉄器時代初期にかけて、この地域全体で階級と権威の象徴として広く使用された。中世の東ローマ帝国では、一部の役人が実用的または儀式的な目的でメイスを携帯していた。フランスとイギリスで最初に見られる儀式用メイスは、国王の身を守るための実用的な武器であり、フランスではフィリップ2世が設立し、イギリスではリチャード1世が設立したと考えられている王室護衛官がこれを携行していた。
儀式用メイスは、時代を経て儀式の場で重要な役割を果たしてきた。その中には現在でも使用されているものも含まれている。

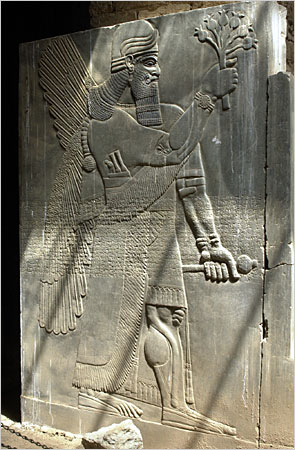
ニムルド遺跡の石碑に描かれた儀式用メイス（左手）

### 議会のメイス
議会のメイスは、多くの場合、銀で作られ、豪華な装飾が施された短い杖だ。その上部にはノブやその他の頭飾りが取り付けられ、紋章で装飾されている。これらのメイスは、管轄権のマークおよびシンボルとして、著名な教会法人、治安判事、学術団体の前で一般的に携行される。
ウェストミンスター制度を採用している多くの議会では、儀式用メイスが重要な役割を果たしている。それらは議会が開かれるときに、守衛官または他のメイス持ちによって持ち込まれ、議会が正式に構成されていることを示すために書記のテーブルに展示される。セッションが終了すると、それらは取り除かれる。新しい議長が選出されるときには、議会が議事を運営する準備ができていないことを示すために、メイスもテーブルから取り除かれる。
例えば、イギリス議会のメイスは王室の権威の象徴で、これがなければ下院(庶民院)は議会を開くことも法律を可決することもできない。庶民院のメイスは、チャールズ2世の治世に遡る、長さ約5フィートの銀の金箔を施した装飾用棍棒。下院が開会されている日は毎日、守衛官によって下院議長の行列の先頭でメイスが議場まで運ばれて、下院のテーブルの上に置かれる。ただし、下院が委員会に出席しているときは、テーブルの下の2つのブラケットの上に置かれる。上院(貴族院)は二つのメイスを使っていて、一つはチャールズ2世の時代のもの、もう一つはウィリアム3世の時代のものだ。メイスのうちの1つは議長とともに議場に入り、下院が会合するたびにウールサックの上に置かれる。国王が直接議場にいるときの開会中は、メイスは領主たちに与えられない。
2018年12月10日、イギリス国会が欧州連合との離脱協定をめぐって紛糾する中、野党・労働党のロイド・ラッセル＝モイル議員が抗議行動として下院の議場から議会メイスを持ち出そうとした出来事が、当時の英政界の混乱を象徴する事件として報道された。

### 教会のメイス
教会のメイスは、教会の行列で聖職者の前に運ばれることもある。しかし、ローマ・カトリック教皇や枢機卿の場合、メイスは主に行列用の十字架に置き換えられている。

### パレードメイス
パレードメイスは、特に軍楽隊など、戦争の道具ではなく、パレードのアイテムとしても使用される。ドラムメジャーからのメイスの特定の動きは、彼らが率いるバンドに特定の命令を知らせる。メイスは、踏み出しから停止まで、演奏の開始から終了まで、あらゆる信号を送ることができる。

### 大学のメイス
大学のメイスは議会のメイスと同様の方法で採用される。これらは、認可された大学の権威と独立性、および学長に与えられた権限を象徴する。それらは通常、召集式の開始時に運び込まれ、高さは0.5メートル未満であることがよくある。

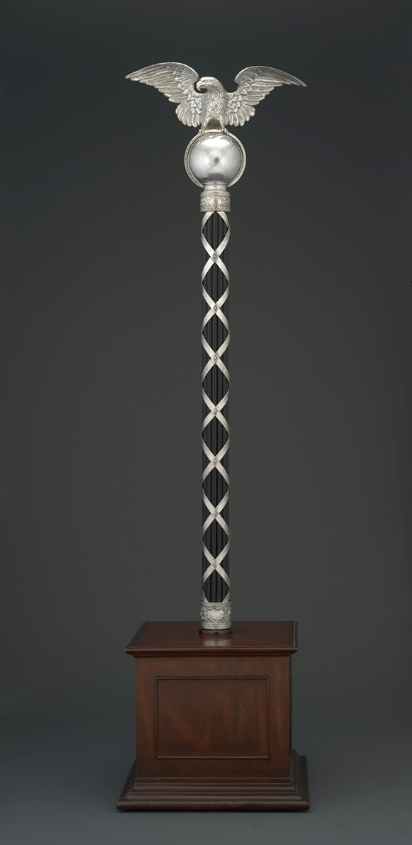
アメリカ合衆国下院メイス（英語版）
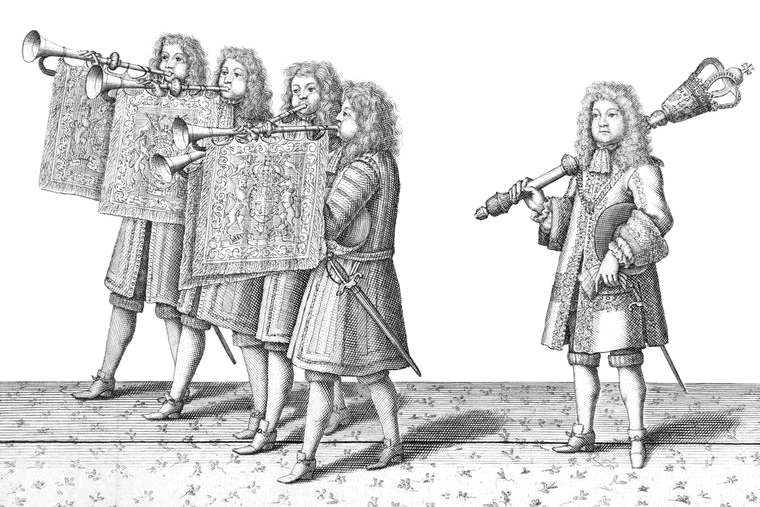
1685年のイングランド王ジェームズ2世の戴冠式でのメイス持ち
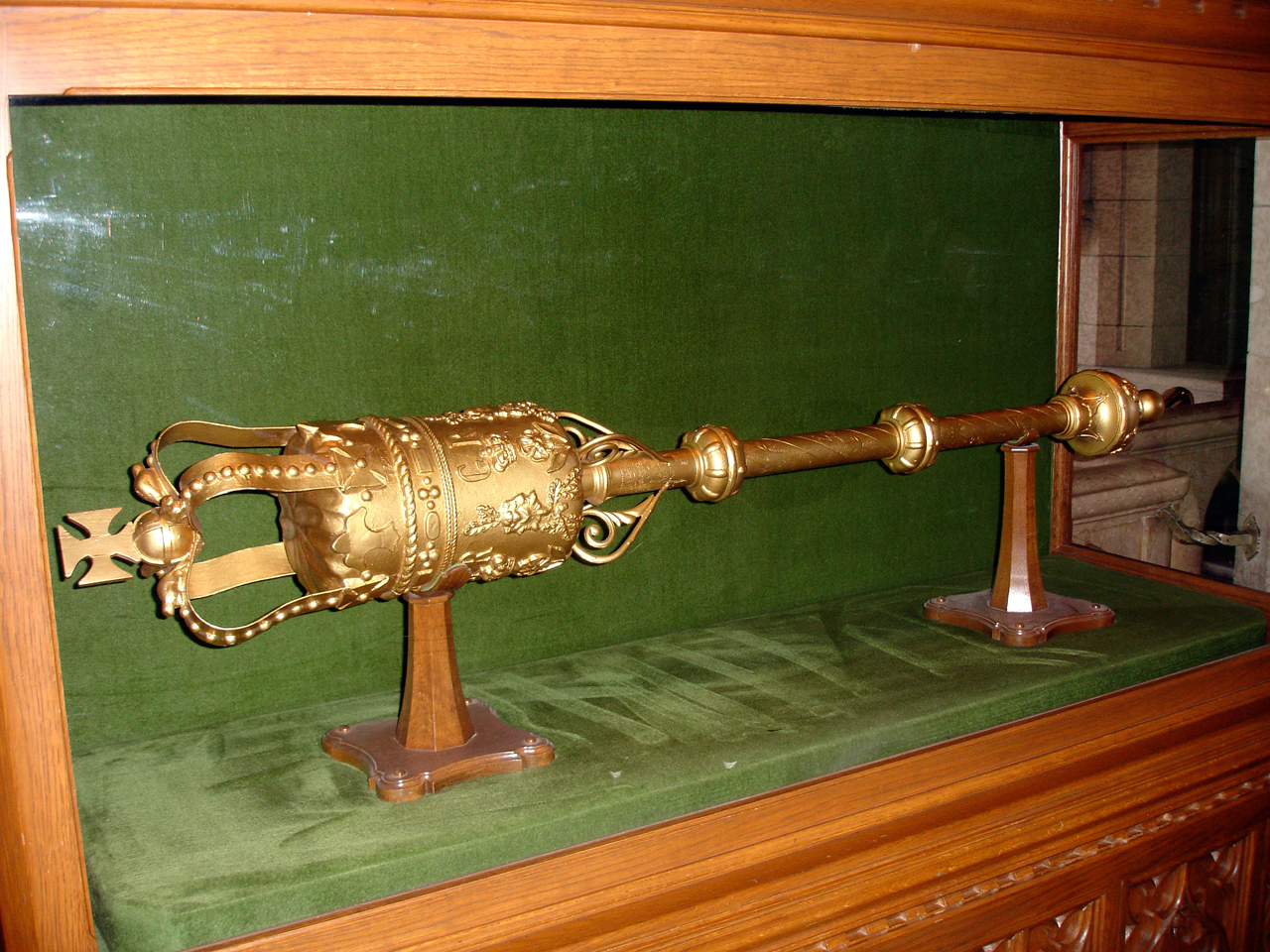
カナダ議会の上院ロビーに展示されているカナダ上院のメイス
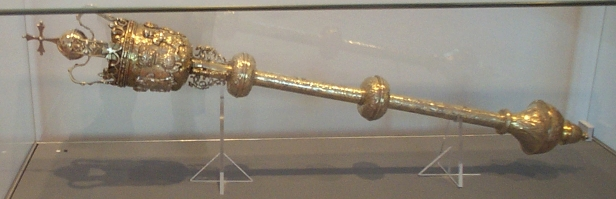
チャールズ2世から授与された王立協会のメイス
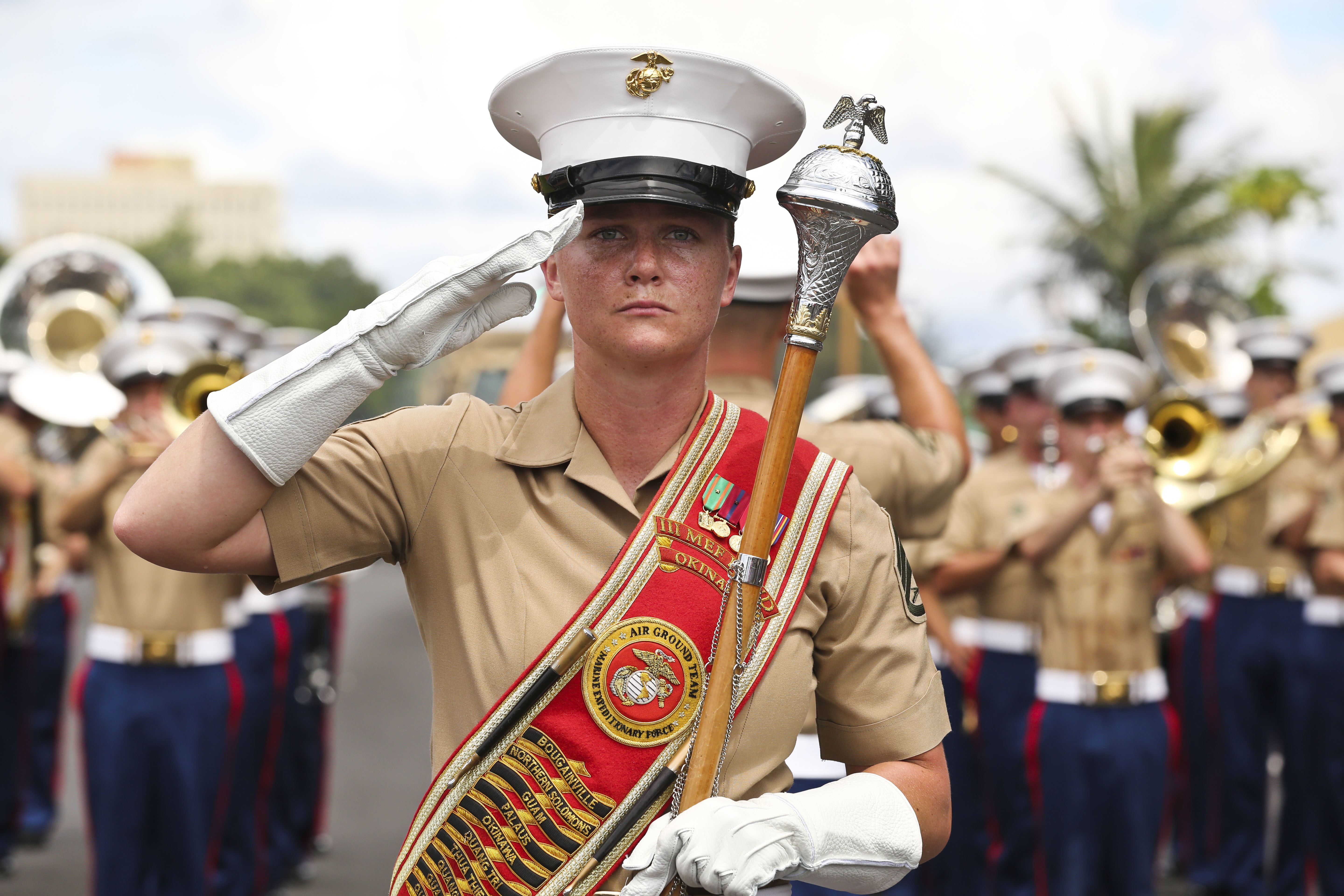
2019年、アメリカ海兵隊第3海兵遠征軍音楽隊のメイス
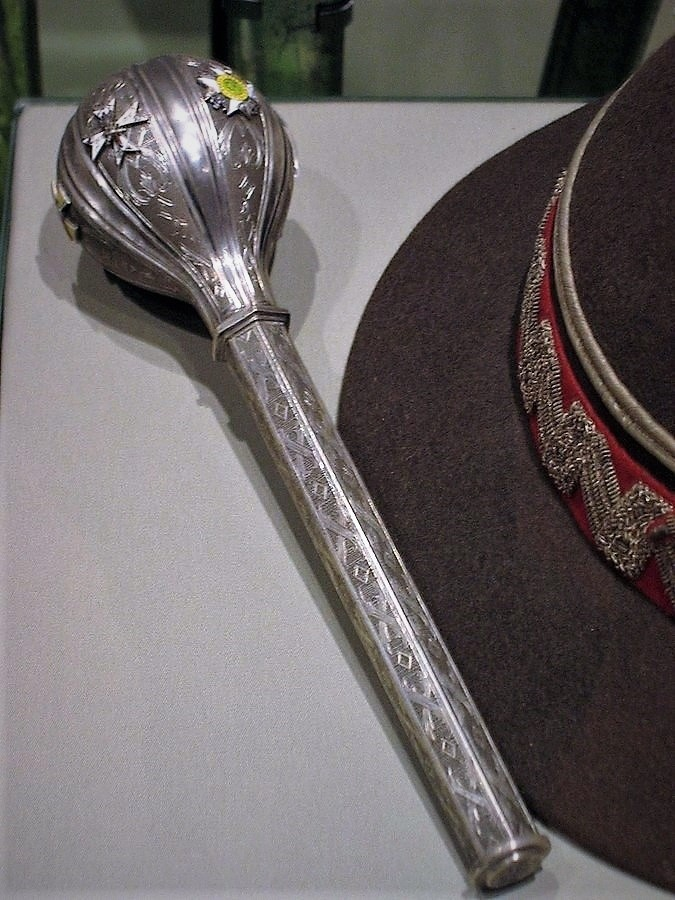
ポーランド元帥メイス